# Schubertstraße 10 (Weimar)

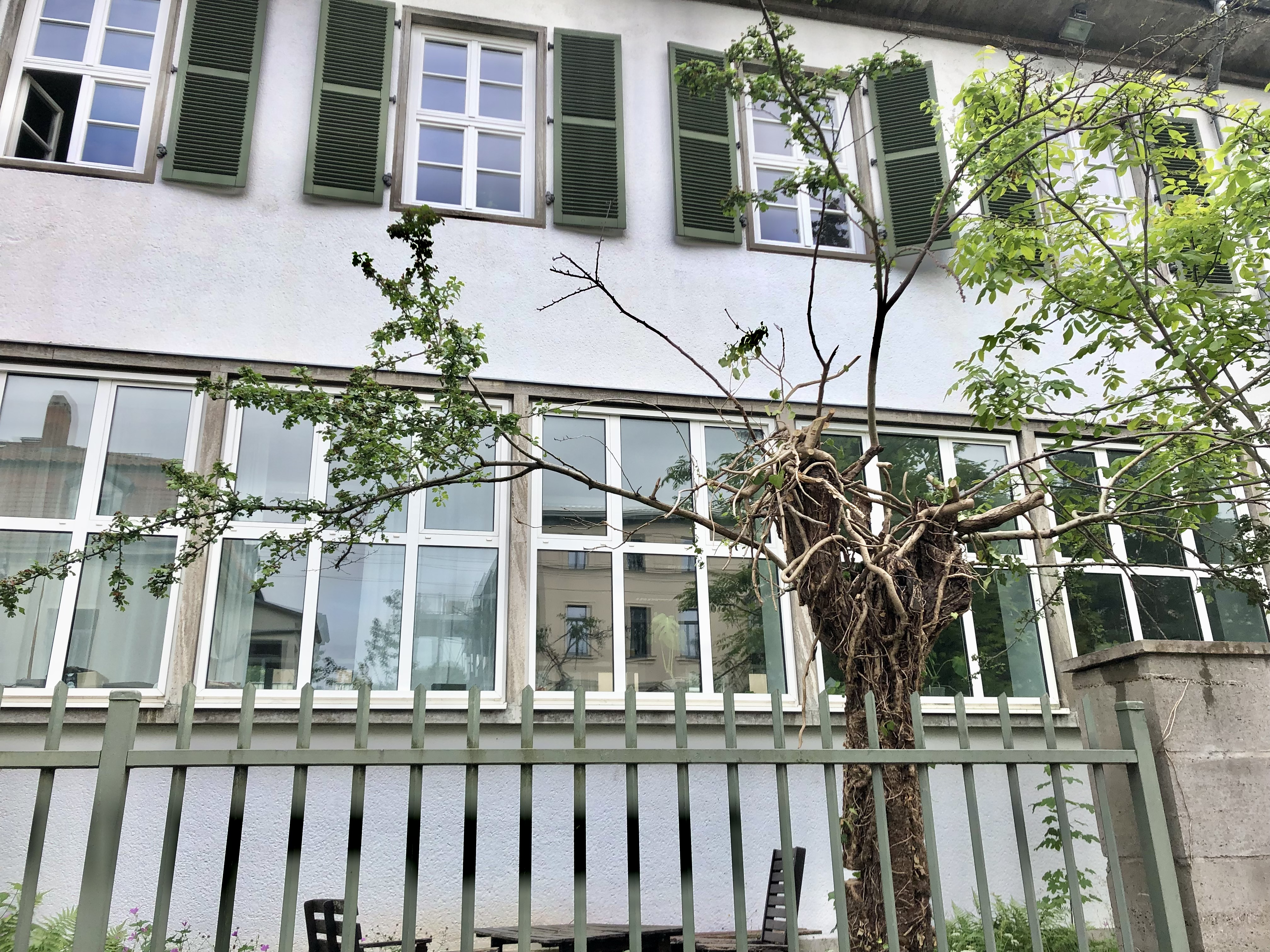
Weißdorn vor der Schubertstraße 10 Weimar

Das Haus Schubertstraße 10 ist eine Villa in Weimar. Sie war Sitz der Thüringischen Staatsbank sowie der Staatsbank der DDR.

## Geschichte
Inmitten von Altbauvillen befindet sich das besonders imposante Bauwerk der ehemaligen Thüringischen Staatsbank. Die Villa wurde 1893 errichtet. Der dreigeschossige Bau ist mit Werkstein verkleidet und entstand in mehreren Bauphasen. 1925/27 erfolgte die westliche Erweiterung des Baues. Der Anbau auf der Rückseite 1932/33 erfolgte nach dem Abriss des Gebäudes der Blindenanstalt für die Reichsbank. Ab 1945 war die Landeskreditbank Thüringen, später die Staatsbank der DDR hier ansässig. Im Jahr 1990 wurde das Objekt zum Sitz der Dresdner Bank.
Der Bau wurde jedoch nicht nur als Bankgebäude verwendet. Zu DDR-Zeiten war hier bis 1990 unter dem Namen „Clubhaus Erich Wendt“ einer der sogenannten „Klubs der Intelligenz“, womit sich ein Treffpunkt von Künstlern und Literaten verband. Auch als Versammlungsort verschiedener Vereine diente er. Nach der Wiedervereinigung schloss der Club und stellte seine Tätigkeit ein.
Das Gebäude wurde von der Bundesbank erworben und komplett umgebaut. So wurde u. a. eine Schwerlastdecke eingezogen, der Keller wurde den Ansprüchen einer Bank entsprechend umgebaut, sodass der noch heute vorhandene Tresor Platz finden konnte. Dieser wurde aus Sichtschutz- und damit Sicherheitsgründen von außen begrünt. Auch die Schleusen und die Türen im Erdgeschoss sind Zeugnisse des Umbaus durch die Bundesbank.
Zehn Jahre war das Gebäude im Anschluss daran Eigentum der Lebenshilfe, welche hier ihre Büroräume vorhielt. Im Dachgeschoss befanden sich zudem Wohnungen für Menschen mit Betreuungsbedarf, während das Erdgeschoss als Lagerraum diente. 2021 veräußerte die Lebenshilfe das Gebäude an die WerkBank, da ein barrierefreier Zugang ins Erdgeschoss nicht möglich war und somit die räumlichen Kapazitäten nicht ausgeschöpft werden konnten.